# Лик-Атере
Лик-Атере́ (фр. Licq-Athérey) — коммуна во Франции, находится в регионе Аквитания. Департамент — Атлантические Пиренеи. Входит в состав кантона Монтань-Баск. Округ коммуны — Олорон-Сент-Мари.
Код INSEE коммуны — 64342.

## География

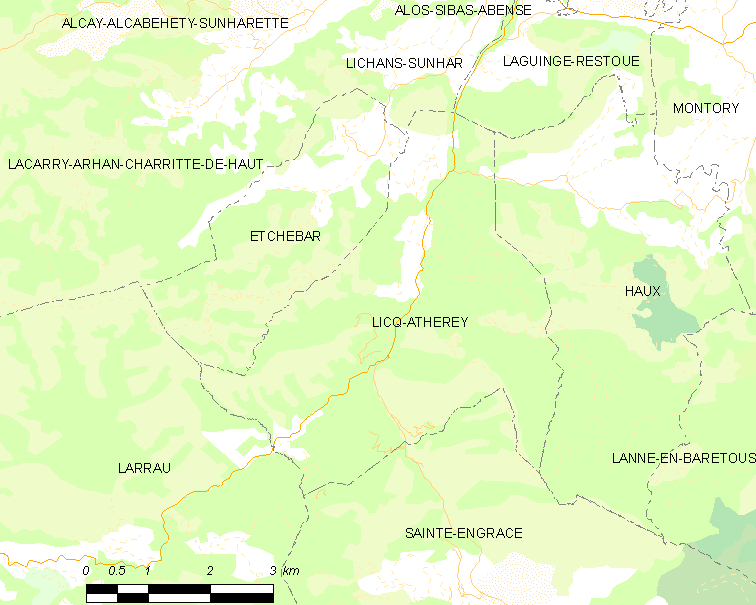
Карта коммуны

Коммуна расположена приблизительно в 690 км к югу от Парижа, в 200 км южнее Бордо, в 50 км к юго-западу от По.
По территории коммуны протекает река Сезон.

### Климат
Климат тёплый океанический. Зима мягкая, средняя температура января — от +5°С до +13°С, температуры ниже −10 °C бывают редко. Снег выпадает около 15 дней в году с ноября по апрель. Максимальная температура летом порядка 20-30 °C, выше 35 °C бывает очень редко. Количество осадков высокое, порядка 1100 мм в год. Характерна безветренная погода, сильные ветры очень редки.

## Население
Население коммуны на 2010 год составляло 243 человека.
| 1962 | 1968 | 1975 | 1982 | 1990 | 1999 | 2010 |
| ---- | ---- | ---- | ---- | ---- | ---- | ---- |
| 423  | 346  | 296  | 250  | 237  | 244  | 243  |

## Администрация
| Период | Период | Фамилия        | Партия | Примечания |
| ------ | ------ | -------------- | ------ | ---------- |
| 1995   | 2020   | Жан-Марк Пейан |        |            |

## Экономика
В 2010 году среди 145 человек трудоспособного возраста (15-64 лет) 103 были экономически активными, 42 — неактивными (показатель активности — 71,0 %, в 1999 году было 75,5 %). Из 103 активных жителей работали 99 человек (56 мужчин и 43 женщины), безработных было 4 (2 мужчин и 2 женщины). Среди 42 неактивных 14 человек были учениками или студентами, 18 — пенсионерами, 10 были неактивными по другим причинам.

## Достопримечательности
- Среденевековая церковь Св. Иулиана[4]

## Фотогалерея

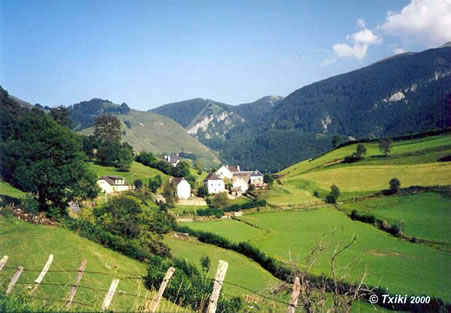
Лик-Атере
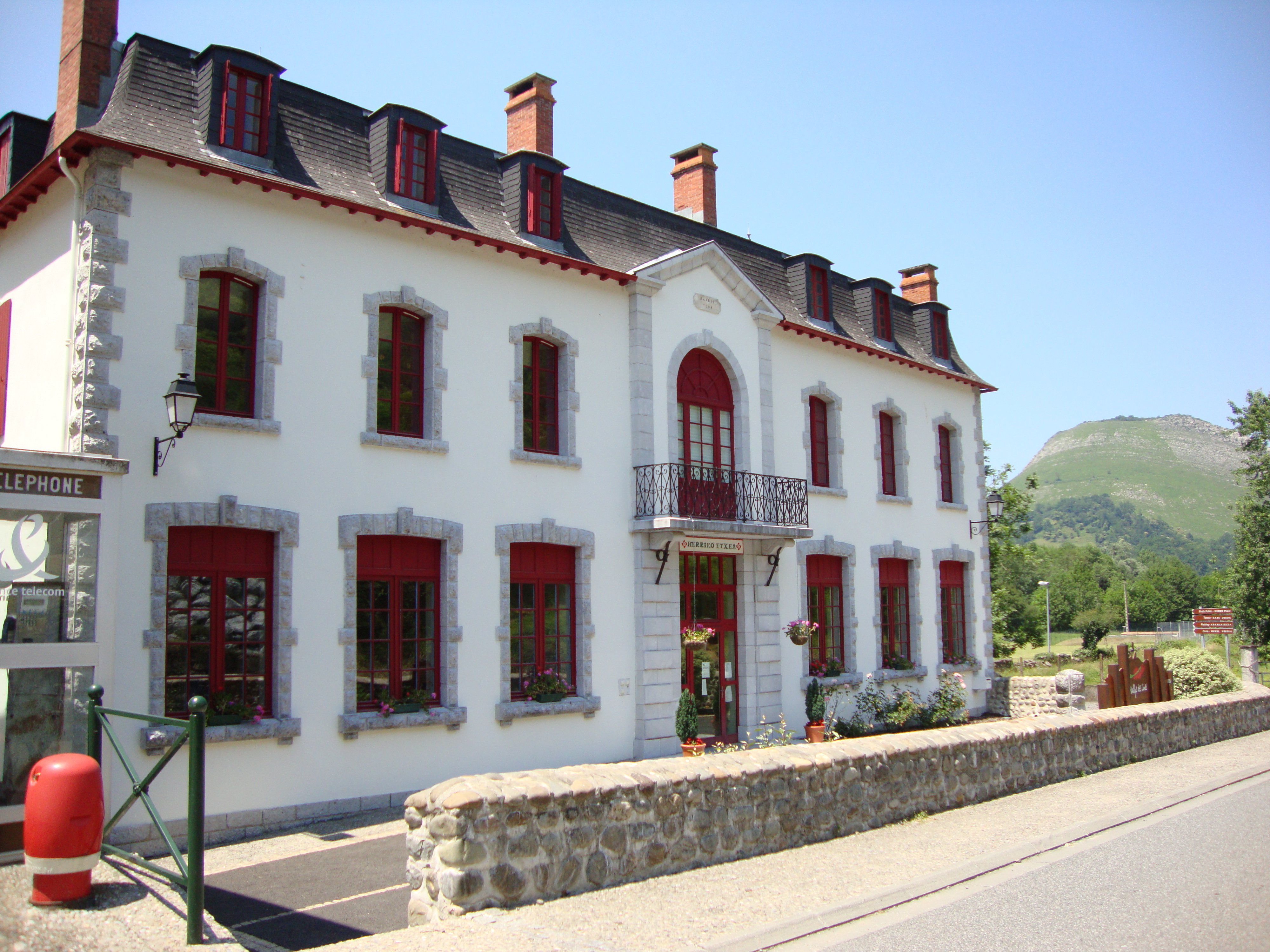
Мэрия
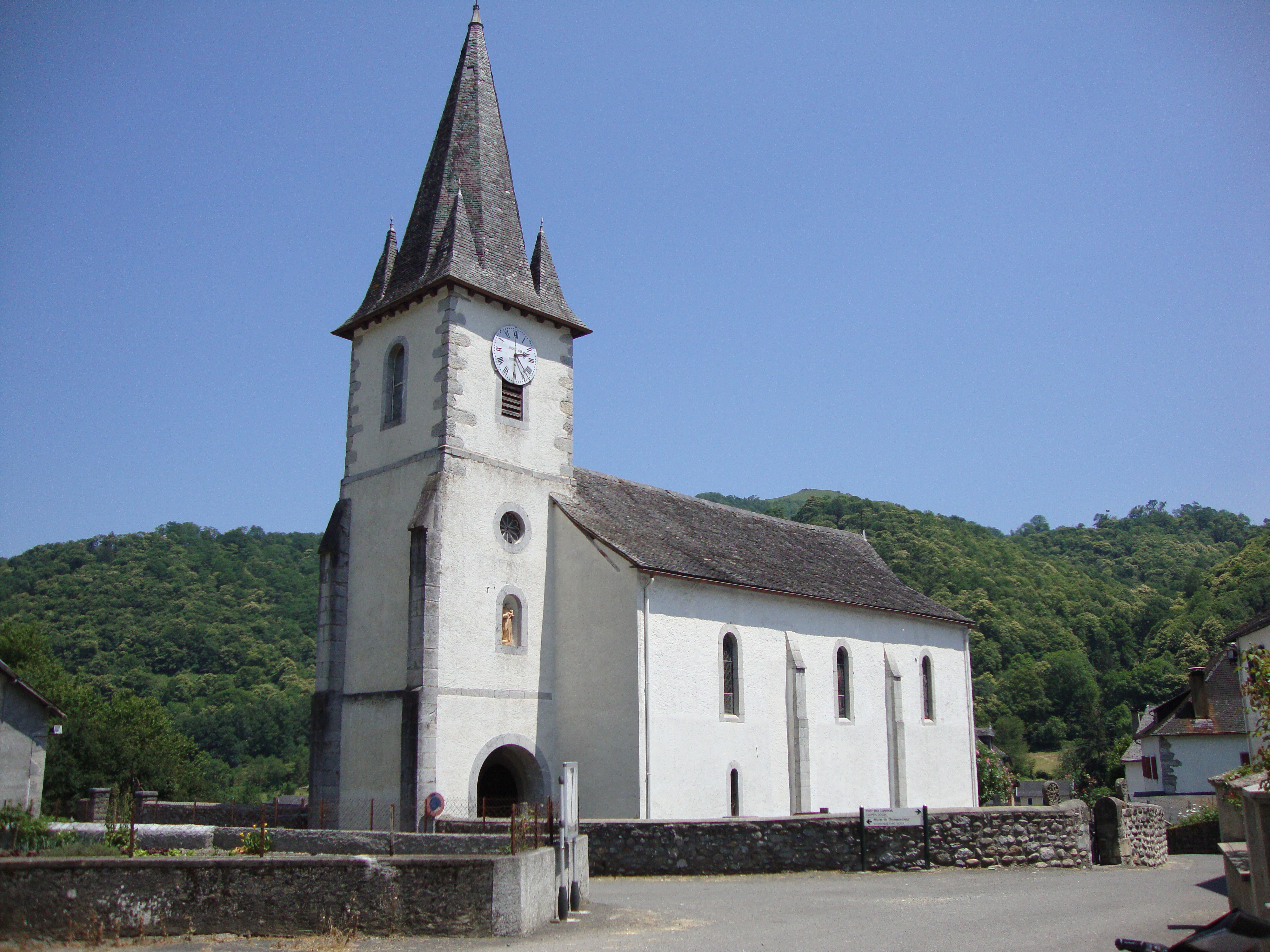
Церковь Св. Иулиана
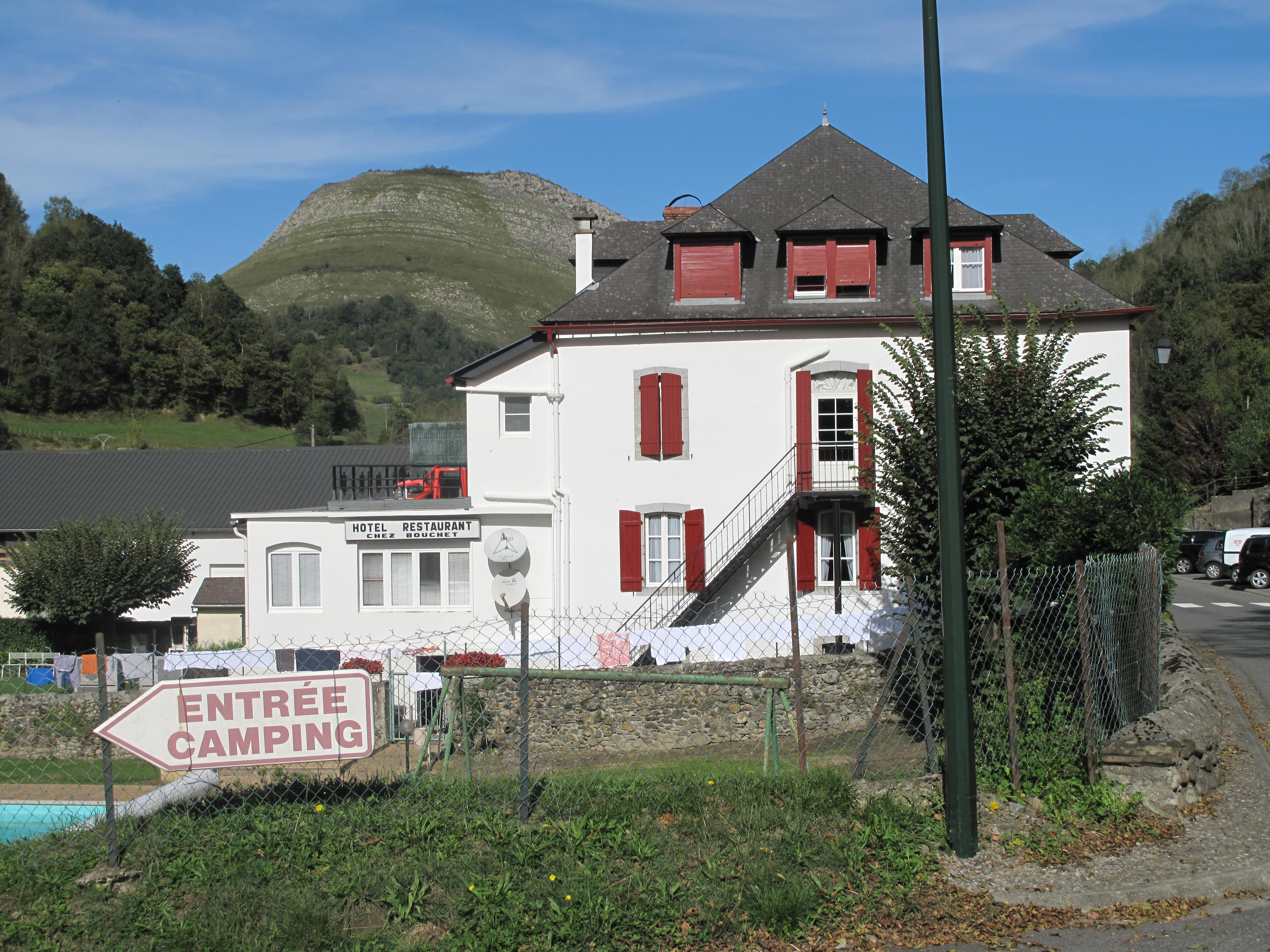
Отель
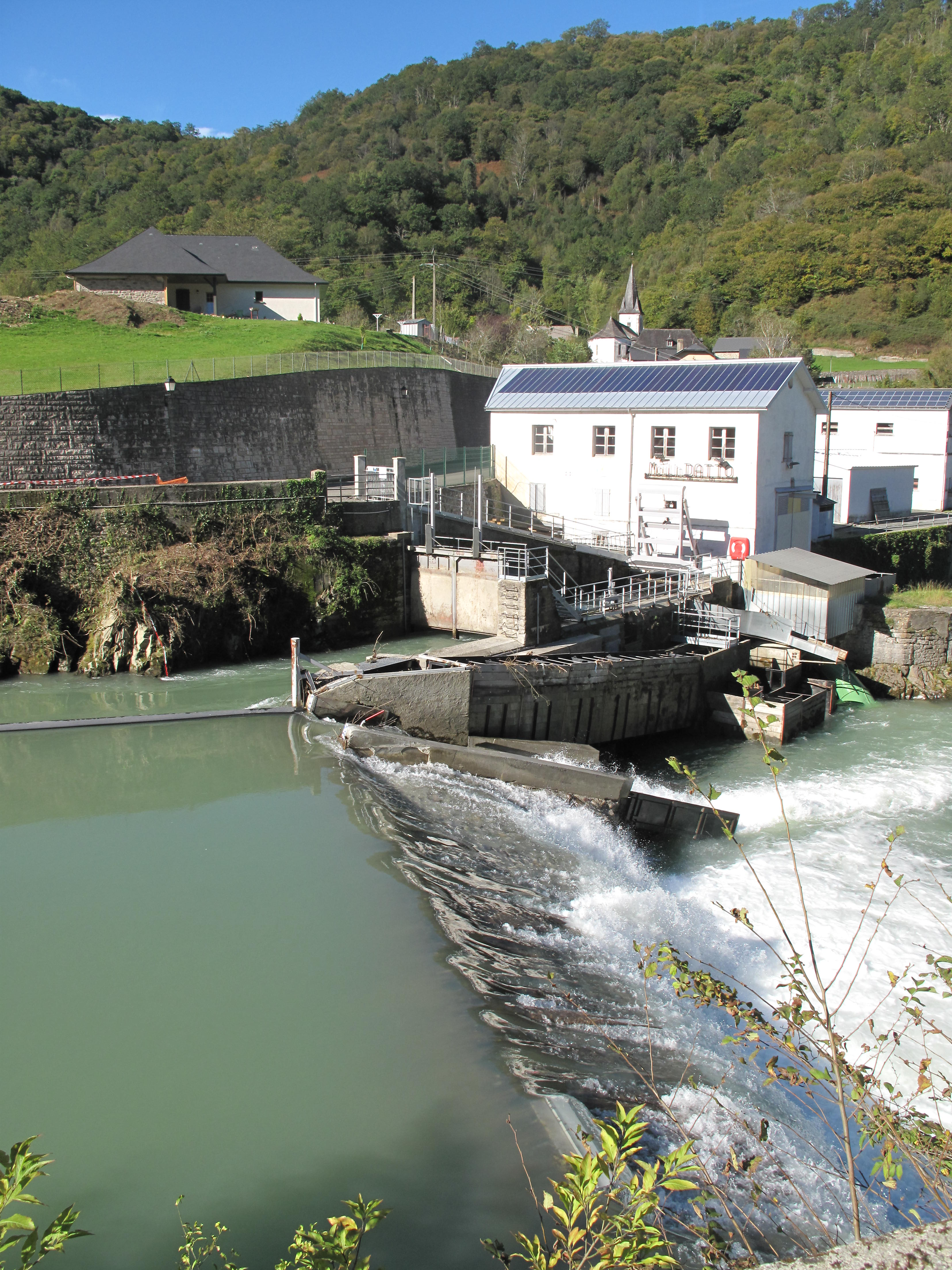
Мини-ГЭС
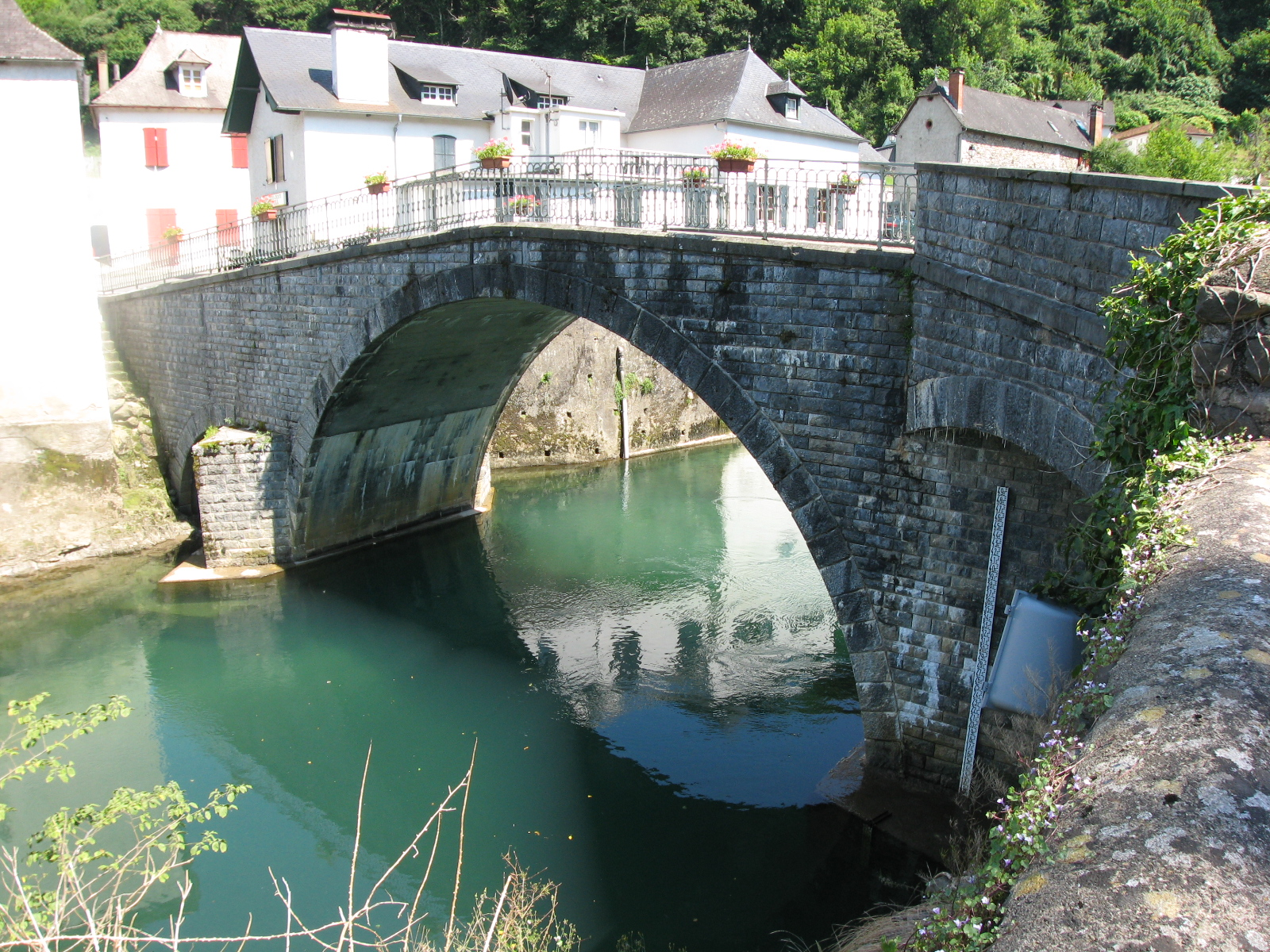
Мост через реку Сезон